# 智利遠北地區
智利遠北地區（西班牙語：Norte Grande）是智利的五個傳統地理區域之一。Norte Grande，字面意思是“大北方”，位於智利最北部，南緯26度線以北。範圍包括阿里卡和帕里納科塔大區、塔拉帕卡大區、安托法加斯塔大區，面積185,148平方公里，人口1,164,160（2017年）。（或以科皮亞波河為界，包含阿塔卡馬大區北部。）
智利遠北地區是世界上最乾旱的地區之一，其中很大一部分被阿塔卡馬沙漠佔據，因此人煙稀少。主要城市包括安托法加斯塔、阿里卡、卡拉馬、伊基克和托科皮亞。
1884年，智利在硝石戰爭中取得勝利後，遠北地區被併入。此前，該地區屬於秘魯和玻利維亞。
- 一隻阿根廷狐於阿塔卡馬沙漠中
- 阿塔卡馬鹽沼
- 阿里卡